# Pallavolo Perugia 2022-2023
Questa voce raccoglie le informazioni riguardanti la Pallavolo Perugia nelle competizioni ufficiali della stagione 2022-2023.

## Stagione
Nella stagione 2022-23 la Pallavolo Perugia assume la denominazione sponsorizzata di 3M Pallavolo Perugia.
Partecipa per la prima volta alla Serie A2 terminando il girone B della regular season di campionato all'undicesimo posto in classifica . Disputa quindi la pool salvezza che chiude al nono posto retrocedendo in Serie B1.

## Organigramma societario
Area direttiva
- Presidente: Renzo Mastroforti
- Vicepresidente: Roberto Galteri
- Direttore sportivo: Mario Salibra
- Responsabile settore giovanile: Simona Volpi
- Responsabile impianto: Luigi Martinetti

Area tecnica
- Allenatore: Guido Marangi
- Allenatore in seconda: Sandro Severini
- Assistente allenatore: Augusto Barrese
- Scout man: Marco Saldi

Area comunicazione
- Addetto stampa: Andrea Sonaglia

Area sanitaria
- Medico: Manuela Margaritelli, Massimiliano Santi, Paolo Salustri
- Fisioterapista: Claudio Cesarini, Riccardo Canfora, Laura Bocciarelli

## Rosa
| N° | Nome                 | Ruolo | Data di nascita   | Nazionalità sportiva |
| -- | -------------------- | ----- | ----------------- | -------------------- |
| 3  | Emanuela Agbortabi   | C     | 11 febbraio 2002  | Italia               |
| 5  | Gaia Traballi        | S     | 5 febbraio 1997   | Italia               |
| 6  | Candela Salinas      | S     | 23 maggio 2000    | Argentina            |
| 7  | Elisa Bosi           | P     | 27 agosto 2004    | Italia               |
| 8  | Beatrice Rota        | L     | 26 gennaio 1999   | Italia               |
| 9  | Giulia Patasce       | S     | 29 maggio 2004    | Italia               |
| 11 | Michela Negri        | C     | 10 gennaio 2003   | Italia               |
| 14 | Lucija Giudici       | O     | 13 settembre 1993 | Italia               |
| 16 | Francesca Dalla Rosa | S     | 4 maggio 1998     | Italia               |
| 17 | Marta Pero           | C     | 25 gennaio 1989   | Italia               |
| 18 | Miriana Manig        | P     | 18 luglio 1998    | Italia               |

## Mercato
| Acquisti | Acquisti             | Acquisti              | Acquisti   |
| R.       | Nome                 | da                    | Modalità   |
| -------- | -------------------- | --------------------- | ---------- |
| C        | Emanuela Agbortabi   | Teams Catania         | definitivo |
| P        | Elisa Bosi           | Trevi                 | prestito   |
| S        | Francesca Dalla Rosa | Talmassons            | definitivo |
| O        | Lucija Giudici       | Vallecamonica Sebino  | definitivo |
| C        | Michela Negri        | Aragona               | definitivo |
| S        | Giulia Patasce       | Wealth Planet Perugia | definitivo |
| S        | Candela Salinas      | Charleroi             | definitivo |

| Cessioni | Cessioni            | Cessioni             | Cessioni   |
| R.       | Nome                | a                    | Modalità   |
| -------- | ------------------- | -------------------- | ---------- |
| L        | Agnese Anastasi     | ?                    | ?          |
| C        | Vittoria Belotti    | Grotte di Castellana | definitivo |
| O        | Chiara Bianchini    | Progetto Valtellina  | definitivo |
| C        | Francesca Fava      | Castelfranco         | definitivo |
| S        | Linda Giugovaz      | Soverato             | definitivo |
| S        | Virginia Mazzasette | Libertas Bastia      | definitivo |
| S        | Alessia Patasce     | Pro Victoria         | definitivo |
| P        | Flavia Volpi        | Media Umbria         | definitivo |

## Risultati

### Serie A2

#### Girone di andata
| 1ª Giornata - 23 ottobre 2022 Palazzetto dello Sport, San Giovanni in Marignano | Adolfo Consolini | 3 - 1 | Perugia              | 23-25, 25-17, 25-15, 25-17       |
| 2ª Giornata - 30 ottobre 2022 PalaPellini, Perugia                              | Perugia          | 0 - 3 | Montecchio Maggiore  | 18-25, 16-25, 18-25              |
| 3ª Giornata - 6 novembre 2022 PalaScoppa, Soverato                              | Soverato         | 3 - 0 | Perugia              | 25-21, 25-12, 25-19              |
| 4ª Giornata - 9 novembre 2022 PalaPellini, Perugia                              | Perugia          | 2 - 3 | Sant'Anna            | 23-25, 25-17, 25-17, 20-25, 7-15 |
| 5ª Giornata - 13 novembre 2022 Palasport Città di Vicenza, Vicenza              | Vicenza          | 3 - 1 | Perugia              | 25-20, 19-25, 25-21, 25-13       |
| 6ª Giornata - 20 novembre 2022 PalaPellini, Perugia                             | Perugia          | 0 - 3 | Libertas Martignacco | 22-25, 13-25, 14-25              |
| 7ª Giornata - 23 novembre 2022 Palazzetto dello Sport, Guidonia Montecelio      | Roma Club        | 3 - 0 | Perugia              | 25-15, 25-18, 25-19              |
| 8ª Giornata - 27 novembre 2022 PalaIaquaniello, Sant'Elia Fiumerapido           | Assitec          | 2 - 3 | Perugia              | 20-25, 25-15, 19-25, 25-20, 3-15 |
| 9ª Giornata - 4 dicembre 2022 PalaPellini, Perugia                              | Perugia          | 0 - 3 | Marsala              | 20-25, 23-25, 21-25              |
| 11ª Giornata - 18 dicembre 2022 PalaPellini, Perugia                            | Perugia          | 0 - 3 | Talmassons           | 16-25, 18-25, 21-25              |

#### Girone di ritorno
| 12ª Giornata - 26 dicembre 2022 PalaPellini, Perugia               | Perugia              | 0 - 3 | Adolfo Consolini | 12-25, 11-25, 16-25        |
| 13ª Giornata - 8 gennaio 2023 PalaFerroli, San Bonifacio           | Montecchio Maggiore  | 3 - 0 | Perugia          | 25-19, 25-21, 25-20        |
| 14ª Giornata - 15 gennaio 2023 PalaPellini, Perugia                | Perugia              | 3 - 0 | Soverato         | 25-21, 25-14, 25-18        |
| 15ª Giornata - 18 gennaio 2023 Palestra UniMe, Messina             | Sant'Anna            | 3 - 0 | Perugia          | 25-22, 25-21, 25-15        |
| 16ª Giornata - 22 gennaio 2023 PalaPellini, Perugia                | Perugia              | 0 - 3 | Vicenza          | 20-25, 24-26, 18-25        |
| 17ª Giornata - 5 febbraio 2023 Palazzetto dello Sport, Martignacco | Libertas Martignacco | 3 - 0 | Perugia          | 25-20, 25-17, 25-19        |
| 18ª Giornata - 8 febbraio 2023 PalaPellini, Perugia                | Perugia              | 0 - 3 | Roma Club        | 12-25, 14-25, 17-25        |
| 19ª Giornata - 12 febbraio 2023 PalaPellini, Perugia               | Perugia              | 1 - 3 | Assitec          | 27-25, 21-25, 24-26, 22-25 |
| 20ª Giornata - 19 febbraio 2023 Palazzetto dello Sport, Marsala    | Marsala              | 1 - 3 | Perugia          | 25-16, 16-25, 23-25, 23-25 |
| 22ª Giornata - 5 marzo 2023 Palazzetto dello Sport, Latisana       | Talmassons           | 3 - 0 | Perugia          | 25-22, 25-17, 25-20        |

#### Pool salvezza
| 1ª Giornata - 12 marzo 2023 PalaPellini, Perugia                        | Perugia     | 0 - 3 | Offanengo   | 21-25, 22-25, 17-25               |
| 2ª Giornata - 19 marzo 2023 Palestra Vezio Magagni, Castelnuovo Rangone | Montale     | 3 - 2 | Perugia     | 25-18, 22-25, 25-16, 23-25, 15-9  |
| 3ª Giornata - 22 marzo 2023 PalaFrancescucci, Casnate con Bernate       | Alba        | 3 - 1 | Perugia     | 25-10, 25-18, 22-25, 25-17        |
| 4ª Giornata - 26 marzo 2023 PalaPellini, Perugia                        | Perugia     | 1 - 3 | Esperia     | 22-25, 25-20, 17-25, 20-25        |
| 5ª Giornata - 2 aprile 2023 PalaPellini, Perugia                        | Perugia     | 0 - 3 | Lecco Picco | 22-25, 15-25, 21-25               |
| 6ª Giornata - 8 aprile 2023 Centro Pavesi, Milano                       | Club Italia | 3 - 0 | Perugia     | 25-19, 25-21, 25-18               |
| 7ª Giornata - 16 aprile 2023 PalaCoim, Offanengo                        | Offanengo   | 2 - 3 | Perugia     | 18-25, 25-19, 25-11, 16-25, 13-15 |
| 8ª Giornata - 23 aprile 2023 PalaPellini, Perugia                       | Perugia     | 3 - 0 | Montale     | 26-24, 25-18, 25-14               |
| 9ª Giornata - 25 aprile 2023 PalaPellini, Perugia                       | Perugia     | 3 - 1 | Alba        | 18-25, 25-21, 25-17, 25-16        |
| 10ª Giornata - 30 aprile 2023 PalaRadi, Cremona                         | Esperia     | 3 - 1 | Perugia     | 25-27, 26-24, 25-18, 25-18        |
| 11ª Giornata - 7 maggio 2023 PalaBione, Lecco                           | Lecco Picco | 0 - 3 | Perugia     | 20-25, 19-25, 15-25               |
| 12ª Giornata - 14 maggio 2023 PalaPellini, Perugia                      | Perugia     | 3 - 1 | Club Italia | 21-25, 25-22, 25-18, 25-22        |

## Statistiche

### Statistiche di squadra
| Competizione | Punti | In casa | In casa | In casa | In trasferta | In trasferta | In trasferta | Totale | Totale | Totale |
| Competizione | Punti | G       | V       | P       | G            | V            | P            | G      | V      | P      |
| ------------ | ----- | ------- | ------- | ------- | ------------ | ------------ | ------------ | ------ | ------ | ------ |
| Serie A2     | 24    | 16      | 4       | 12      | 16           | 4            | 12           | 32     | 8      | 24     |
| Totale       | -     | 16      | 4       | 12      | 16           | 4            | 12           | 32     | 8      | 24     |

G = partite giocate; V = partite vinte; P = partite perse 

### Statistiche dei giocatori
| Giocatore     | Serie A2 | Serie A2 | Serie A2 | Serie A2 | Serie A2 | Totale | Totale | Totale | Totale | Totale |
| Giocatore     | P        | PT       | AV       | MV       | BV       | P      | PT     | AV     | MV     | BV     |
| ------------- | -------- | -------- | -------- | -------- | -------- | ------ | ------ | ------ | ------ | ------ |
| E. Agbortabi  | 28       | 172      | 117      | 54       | 1        | 28     | 172    | 117    | 54     | 1      |
| E. Bosi       | 19       | 5        | 2        | 0        | 3        | 19     | 5      | 2      | 0      | 3      |
| F. Dalla Rosa | 2        | 8        | 7        | 0        | 1        | 2      | 8      | 7      | 0      | 1      |
| L. Giudici    | 28       | 331      | 288      | 23       | 20       | 28     | 331    | 288    | 23     | 20     |
| M. Manig      | 31       | 89       | 42       | 25       | 22       | 31     | 89     | 42     | 25     | 22     |
| M. Negri      | 30       | 129      | 80       | 37       | 12       | 30     | 129    | 80     | 37     | 12     |
| G. Patasce    | 30       | 196      | 158      | 20       | 18       | 30     | 196    | 158    | 20     | 18     |
| M. Pero       | 19       | 55       | 40       | 13       | 2        | 19     | 55     | 40     | 13     | 2      |
| B. Rota       | 28       | 0        | 0        | 0        | 0        | 28     | 0      | 0      | 0      | 0      |
| C. Salinas    | 30       | 413      | 362      | 33       | 18       | 30     | 413    | 362    | 33     | 18     |
| G. Traballi   | 19       | 147      | 128      | 10       | 9        | 19     | 147    | 128    | 10     | 9      |

P = presenze; PT = punti totali; AV = attacchi vincenti; MV = muri vincenti; BV = battute vincenti